# KK Triglav Kranj
Der Košarkarski klub Triglav ist ein slowenischer Basketballverein aus Kranj in der Oberkrain. Bedeutung hatte die derzeit zweitklassig spielende Mannschaft insbesondere als Ausbildungsverein für verschiedene slowenische Nationalspieler und spätere NBA-Profis wie Marko Milič.

## Geschichte
Die Mannschaft wurde 1950 innerhalb der Sportvereinigung TVD Partizan gegründet und nahm 1954 ihren heutigen Namen an. Nach der Unabhängigkeit Sloweniens rückte der vormalige jugoslawische Zweitligist in die höchste slowenische Spielklasse 1. SKL auf, der die Mannschaft von 1991 bis 1996 angehörte. Dabei erreichte man in der Premierensaison 1991/92 die Play-off-Halbfinalserie um die Meisterschaft, in der man dem KK Smelt Olimpija aus der Hauptstadt Ljubljana glatt in zwei Spielen unterlag. In der Saison 1998/99 erreichte man nach dem Wiederaufstieg den neunten Platz, bevor man in der folgenden Saison in die Meisterschaftsrunde der sechs besten Mannschaften einzog, aber auf dem sechsten Platz den Einzug in die Play-offs verpasste. Dies reichte aber zur Teilnahme am Korać-Cup 2000/01, in dem man beide Spiele in der ersten Qualifikationsrunde gegen den ungarischen Vertreter Atomerőmű SE verlor.
Unter Berücksichtigung der in der supranationalen Adriatischen Basketballliga (ABA-Liga) aktiven slowenischen Mannschaften gehörte Triglav ab dem Jahr 2000 in den folgenden Spielzeiten nicht mehr zu den besten acht Mannschaften einer Saison und stieg schließlich am Ende der Saison 2004/05 als Tabellenvorletzter aus der höchsten Spielklasse ab. Nach dem direkten Wiederaufstieg folgte in der Saison 2006/07 als Letzter der direkte Wiederabstieg. Spätestens im Anschluss wurde Triglav durch den Lokalrivalen KK Šenčur überrundet, der sich jedoch auch nicht durchgängig in der obersten Spielklasse halten konnte. Seit der Saison 2011/12 gehört Triglav durchweg zur oberen Tabellenhälfte der zweiten slowenischen Liga.

## Bekannte Spieler
| - / Gregor Fučka nur Jugend - Marko Tušek 1991–93 - Marko Milič 1993/94 - Gregor Hafnar 1993–96 - Dragiša Drobnjak 1996–99 | - Sašo Ožbolt 2000/01 - Jasmin Perković 2000/01 - Roman Horvat 2000-02, 2003/04, 2006/07 - Domen Lorbek 2002–04 - / Mirza Begić 2003/04 | - / Emir Preldžić 2004/05 - Jaka Blažič 2007–09 |